# 聞天祥
聞天祥（1969年11月21日—）是臺灣著名影評人及作家。16歲開始發表電影文字，20歲起擔任臺灣報章雜誌影評人及專欄作家，並以《蔡明亮研究》取得中國文化大學藝術研究所碩士。曾擔任五屆台北電影節節目策劃（2002-2006）、國家電影資料館董事、國內外電影獎評審。2009年被侯孝賢延攬出任台北金馬影展執行委員會執行長，並受張艾嘉、李安、李屏賓邀請續任，2010年帶領工作人員創辦金馬奇幻影展，2018年創辦金馬經典影展。並於台灣藝術大學、政治大學、台北藝術大學、台南藝術大學任教。
個人著作包括《孵一顆電影蛋》、《影迷藏寶圖》、《書寫臺灣電影》、《光影定格：蔡明亮的心靈場域》、《影迷的第一堂課》、《過影：1992-2011台灣電影總論》等電影專書。
2022年，因長期在影展策劃營運與電影文化推廣上逆境創新卓然有成，獲頒第九屆楊士琪紀念獎。

## 生平
聞天祥曾被稱做是臺灣最「年輕」的「資深」影評人。早在就讀建國中學時期，他就在週記上以「電影觀後感」取代「一週大事」，獲得導師鼓勵，開始投稿至副刊及雜誌。進入輔仁大學中國文學系就讀後，創辦了輔大電影社並寫作不輟，大三時在《中時晚報》發表《麻雀變鳳凰》影評後，開始了專職影評人的生涯。後進入中國文化大學藝術研究所，1997年以《蔡明亮研究》獲得碩士學位。
自20歲起便歷任各大報影評人（中國時報、中時晚報、自由時報、聯合報、民生報、聯合晚報、工商時報）及「世界電影雜誌」、「幼獅少年」、GQ等雜誌的專欄作家，擔任過多所大學電影社指導老師。曾任國家電影資料館董事，台北電影協會理事長，金馬獎、臺北電影節、金穗獎、中時晚報電影獎、「國際學生電影金獅獎」、香港國際電影節、亞洲電影節評審，公共電視文化事業基金會《你的電影約會》編劇及選片顧問，國立臺南藝術大學音像藝術管理研究所、輔仁大學、銘傳大學講師，國家電影資料館、新竹影像博物館、誠品講堂、富邦講堂、光點藝言堂、影藝學苑、臺中雅典學苑、築生講堂等民間電影教學的規劃與主講。2002年至2006年擔任臺北電影節策展人，除了籌劃了巴黎、布拉格、京都、墨爾本、馬德里、巴塞隆納、莫斯科、聖彼得堡、多倫多、蒙特婁等城市主題影展外，並以「全球華人影像精選」、「國際青年導演競賽」等單元為臺北電影節樹立了年輕、獨立的形象。2009年被金馬獎主席侯孝賢延攬擔任金馬獎執行長，策劃了《光影詩人李屏賓》、《影史百大經典華語電影》等專書，並號召了二十位台灣導演合作《10+10》這部意義非凡的電影。2010年帶領金馬獎工作人員創辦了風格突出的金馬奇幻影展，以及備受好評的「金馬50」。2014年張艾嘉接任金馬獎主席，邀請他繼續留任。2018年李安接任，也要求他繼續留任。2022年接任的李屏賓，是他合作的第四位主席，堪稱金馬獎改頭換面更上層樓的幕後功臣。此外，聞天祥長年透過大量的電影文字、校園與民間的電影教育、以及深度廣度兼備的策展，影響了許多電影愛好者。2022年，因長期在影展策劃營運與電影文化推廣上逆境創新卓然有成，獲頒第九屆楊士琪紀念獎。
聞天祥曾說過：「我只想在透過影評回顧自己的淺陋同時，還期望能找到自身對電影的激情和文字的節奏，展現自身對於電影與文字的熱情。」現任教於臺灣藝術大學電影系、國立政治大學中國文學系、台北藝術大學電影創作學系碩士班、台南藝術大學動畫藝術與影像美學研究所，並為Kingnet電影網站、世界電影雜誌、鏡週刊、Harper's BAZAAR （页面存档备份，存于）雜誌影評人，其他文章散見電影欣賞、中華民國電影年鑑、聯合文學、印刻、世紀電影年鑑、韓國「臺灣新浪潮影展」專刊、金馬影展專刊、台北電影節專刊、新加坡侯孝賢國際研討會論文集等。他發表於中時人間副刊的〈羅馬。媽媽〉被收錄在《九歌108年散文選》。

## 著作
- 《孵一顆電影蛋》（遠流出版）
- 《影迷藏寶圖》（知書房）
- 《告別大師：外語電影1990-1996》（知書房）
- 《攝影機與絞肉機：華語電影1990-1996》（知書房）
- 《選片指南》1-3集（合著，迪茂國際出版公司）
- 《書寫台灣電影》（編著，國家電影資料館）
- 《影癡自助餐》（揚智出版社）
- 《光影定格：蔡明亮的心靈場域》（恆星國際）
- 《影迷的第一堂課》（幼獅文化）
- 《過影：1992-2011台灣電影總論》（書林出版）

## 現任
- 金馬影展執行委員會執行長。
- 台灣藝術大學授課：「電影發展史」、「類型電影」、「電影敘事研究」。
- 政治大學授課：「電影劇本寫作」、「影展研究與經營實務」、「電影評論寫作」、「類型電影研究」。
- 臺北藝術大學授課：「華語電影研討」。
- 台南藝術大學授課：「類型電影專題」。

## 榮譽
- 2021年
  - 文協獎章
- 2022年
  - 楊士琪紀念獎

## 外部連結
- 聞天祥在台灣電影網上的資料（繁體中文）
- Kingnet聞天祥影評專欄
- Harper's BAZAAR聞天祥專欄 （页面存档备份，存于）
- 開眼e周報聞天祥影評
- 破報 台灣電影的大總管：聞天祥